# Жіноча справа
Жіноча справа (фр. Une affaire de femmes) — французький драматичний воєнний фільм Клода Шаброля, випущений у 1988 році. Це екранізація однойменної книги, написаної адвокатом Франсісом Шпінером і опублікованої у видавництві «Éditions Balland».
Його натхненно реальною історією Марі-Луїзи Жиро, однієї з останніх жінок, яких гільйотинували у Франції.

## Сюжет
Під час німецької військової адміністрації в окупованій Франції під час Другої світової війни Поль Латур є військовополоненим у Німеччині, а його дружина Марі живе з двома дітьми в убогій квартирі. Сусідка, чоловік якої теж у Німеччині, завагітніла і намагається зробити аборт. Марі їй успішно допомагає. До неї приходять інші жінки, і вона починає брати за це плату.
Під час розмови з Полем, після його звільнення, вона розповідає, що ворожка бачила «нічого, крім хороших речей» у її майбутньому, разом із багатьма жінками, яких вона не хотіла згадувати. Марі зізнається, що хоче стати відомою співачкою. Однак вона втратила любов до свого чоловіка, який був поранений і намагається залишитися на роботі, а також відкидає його грубі та різкі сексуальні домагання.
Хоча він не може знайти роботу, він винаймає більшу квартиру за її намовляннями. Марі продовжує свій незаконний бізнес і дозволяє повіям користуватися своїми спальнями протягом дня. Коли один з абортів закінчується погано, жінка помирає, а її зневірений чоловік покінчує життя самогубством. Марі оклигує від трагедії та наймає служницю, щоб допомогти. Вона відвідує вчителя музики, який каже їй, що в неї чудовий голос.
Вона також починає роман із колаборантом і пропонує покоївці підвищення зарплати, якщо вона переспить з Полем. Поль незадоволений цією домовленістю, і після того, як він повертається додому раніше і стає свідком того, як Марі та її коханець сплять разом, надсилає анонімний донос до поліції, попереджаючи їх про її незаконні дії.
Нещодавно прийнятий закон режиму Віші, спрямований на забезпечення дотримання моралі та зупинення скорочення населення, зробив аборт злочином, який є зрадою. Марі засуджують до страти та гільйотинують.

## Акторський склад
- Ізабель Юппер в ролі Марі
- Франсуа Клюзе — Поль
- Нільс Таверньє[fr] — Люсьєн
- Марі Трентіньян — Лулу / Люсі
- Домінік Блан у ролі Жасмін
- Франк де ла Персон[fr] — Мартіне
- Анна Муха в ролі Агнес
- Гійом Футріє — П'єро № 1
- Ніколя Футріє — П'єро № 2
- Орор Говен — Муш № 1
- Лоліта Шамма[fr] — Муш № 2
- Томас Шаброль[fr] — офіціант
- Фаб'єн Шода[fr] в ролі продавчині

## Виробництво

### Походження історії
Марі-Луїза Жиро, матір сімейства, яка народилася 17 листопада 1903 року, була гільйотинована вранці 30 липня 1943 року у дворі в'язниці Ла-Рокетт у Парижі за те, що зробила 27 абортів у регіоні Шербур.

### Зйомки
Зйомки фільму проходили в Дьєппі, в районі фр. «bout du quai».

## Сприйняття
У цій Марі, яку Юппер грає як жінку, яка втікає, є боваріанський дух: вона рятується від бідності, похмурості, свого чоловіка, якого вона не любить, і, нарешті, реальності свого маленького бізнесу. Шаброль чудово висвітлює її суперечливість, її сліпоту. З іншого боку, він нещадний до петенівської Франції, її лави зрадників, висунутих як судді-гаранти честі нації. Дуже чудовий дует Шаброль-Юппер.— Фредерік Штраус, Télérama, 11 лютого 2012

## Відзнаки
| Дата                       | Відзнака                                         | Категорія                            | Номінант        | Результат |
| -------------------------- | ------------------------------------------------ | ------------------------------------ | --------------- | --------- |
| 29 серпня — 9 вересня 1988 | 45-й Венеційський кінофестиваль                  | Кубок Вольпі за найкращу жіночу роль | Ізабель Юппер   | Перемога  |
| 29 серпня — 9 вересня 1988 | 45-й Венеційський кінофестиваль                  | Золотий Чік за найкращий фільм       | Клод Шаброль    | Перемога  |
| 29 серпня — 9 вересня 1988 | 45-й Венеційський кінофестиваль                  | Премія критиків Bastone Bianco       | Клод Шаброль    | Перемога  |
| 29 серпня — 9 вересня 1988 | 45-й Венеційський кінофестиваль                  | Золотий лев                          | Клод Шаброль    | Номінація |
| 21-29 жовтня 1988          | Міжнародний кінофестиваль у Вальядоліді          | Найкраща актриса                     | Ізабель Юппер   | Перемога  |
| 4 березня 1989             | Сезар                                            | Найкраща режисура                    | Клод Шаброль    | Номінація |
| 4 березня 1989             | Сезар                                            | Найкраща жіноча роль                 | Ізабель Юппер   | Номінація |
| 4 березня 1989             | Сезар                                            | Найкраща жіноча роль другого плану   | Марі Трентіньян | Номінація |
| 16 грудня 1989             | Премія Асоціації кінокритиків Лос-Анджелеса 1989 | Найкращий фільм іноземною мовою      | Клод Шаброль    | Перемога  |
| 14 січня 1990              | Премія спільноти кінокритиків Нью-Йорка 1989     | Найкращий фільм іноземною мовою      | Жіноча справа   | Перемога  |
| 20 січня 1990              | Золотий глобус                                   | Найкращий фільм іноземною мовою      | Клод Шаброль    | Номінація |
| 26 лютого 1990             | Національна рада кінокритиків США                | 10 Кращих іноземні фільми            | Жіноча справа   | 1-е місце |
| 26 лютого 1990             | Національна рада кінокритиків США                | Найкращий фільм іноземною мовою      | Жіноча справа   | Перемога  |

## Навколо фільму
Бомба зі сльозогінним газом, використана 8 жовтня 1988 року католиками-фундаменталістами в кінотеатрі Монпарнас під час показу фільму, спричинила смерть глядача від зупинки серця. Вирок, виголошений героїнею Марі, коли її засудили, викликав скандал («Радуйся, Маріє, повна лайна, плід утроби твоєї гнилий»).